# 貴族探偵エドワード
『貴族探偵エドワード』（きぞくたんていエドワード）は、椹野道流による日本のライトノベル。イラストはひだかなみが担当している。角川ビーンズ文庫（角川書店）にて2005年11月から2011年3月まで刊行された。またメディアミックスとして、ビーンズエースにおいておもて空良作画によるコミカライズ版が連載されたほか、ドラマCDが発売された。

## 物語
架空の国・アングレの首都ロンドラにある、小さな探偵事務所。そこで探偵を務める少年エドワードが、守り役のシーヴァ、不思議な能力を持つ霊感少年トーヤと共に、奇怪な事件を次々と解決していく。

## 登場人物
キャストはドラマCDのもの。
エドワード・H・グラッドストーン
声：宮野真守
主人公。金髪（兄弟の中では唯一）に青空色の眼・スタイル抜群・頭脳明晰と非の打ち所がない少年。地方の領主・グラッドストーン家の三男坊で、家族の誰ともかなり年が離れていた事と、人形のような端正な容姿ゆえに、わりと甘やかされて育った。それでも我が儘で傲慢なお坊ちゃまではなく、心優しい紳士に成長したのは、彼の将来を案じた両親が守り役としてつけたシーヴァのおかげである。実は幼い頃にお忍びで静養に来ていたアングレ女王マチルダと出会っていた。
良家の子息であるにも関わらず、家族の反対を押し切って子供の頃からの夢である私立探偵になった。現在はロンドラの下町に構えた探偵事務所の所長である（普通に食べて行くには困らない程度の稼ぎらしい）。
家柄が家柄なので、紳士としての礼儀やたしなみは身についており、依頼人にも臆することなく接している反面、行儀の悪いことをしてシーヴァに窘められたり、トーヤとじゃれあったり、シーヴァやプライスをからかったりと、まだまだ少年らしい部分も多々ある。ちなみに、低血圧なのか早起きは苦手らしく、寝相も大変悪い。『領民あっての領主』という考えを叩き込まれているので、使用人を無視する、高慢なお坊ちゃんを見ると、ことのほか憤慨する。
原作第1巻にて、母校であるパブリックスクール・バルフォア校の校長であるコレット直々の依頼で、学校の幽霊騒ぎを解決するため一時的に母校に戻る。そこで容姿と母親の身分が元でいじめられていたトーヤと出会う。学生時代は寮長を務めたほどの優等生で、卒業後もその寮長っぷりは憧れの的。
クレメンスに取り憑いていた魔物を追うために、探偵事務所の面々、ウノスケ、ネコハチとともにウノスケらの故郷・チーノへ旅立つことに。チーノでは自分たちが外部の人間であるという自覚を持ち、カノやウノスケからチーノ語を教わり、滞在期間中にかなり流暢に操れるようになった。
帰国後、再びコレット校長が相談事を持ち込んだことから、シーヴァ、トーヤとともに再度母校へ舞い戻る。校長の依頼内容である皇太子ロデリックの体験入学期間中の護衛を終えた後、暗殺者からマチルダやロデリックの身を守った勇敢な探偵として大々的に表彰される。

シーヴァ・アトウッド
声：森川智之
エドワードの守り役兼探偵助手兼世話係。ココア色の髪、灰色の瞳とエドワードに比べて些か地味だが、それでも十分に整った容姿。どんな人にも礼儀正しく、穏和な性格（トーヤとすぐ打ち解けたのはこの性格のおかげである模様）。それゆえに恋愛にも超奥手。下宿の大家であるハリエットに好意を持ちつつ、まるで子供のように、見ている方が焦れったくなる恋をしている（あからさまな形でエドワードとトーヤに後押しされることも多い）。
生まれたばかりのエドワードが、あまりにも泣きすぎて命が危ぶまれたとき、当時9歳だった彼が抱くとすんなり泣きやんだことが守り役となったきっかけである。幼少期は学校にも通い、さらにエドワードも彼にくっついていくほど懐いていた様子。現在は私立探偵となったエドワードを心配した家族が彼も一緒に、ということで守り役続行&メモ帳片手に探偵助手を務める。つき合いが長いためか、子供の頃のエドワードを知っているためか、親馬鹿ならぬ坊ちゃん馬鹿。
仕事が終わり、眠る前に紙巻煙草を1本だけ吸う習慣があるが、エドワードに悪い癖をつけないため、仕事中は禁煙（トーヤは知っている）。
なお、アトウッド家は代々グラッドストーン家に執事として仕える家柄で、現在は父ハリーが執事を務めており、兄グレゴリーはエドワードの次兄ロジャーの片腕を務めている（将来は執事に昇格する）。
ロデリックの体験入学に合わせてエドワードと共にバルフォア校を訪れ、四阿のひとつでお茶にしていたところ、暗殺されかけたマチルダをかばい左腕を負傷する。体験入学期間終了後も全快してはいなかったが、暗殺者からマチルダの身を守った功績を表彰される。

トーヤ・アカホシ
声：柿原徹也
エドワードの探偵助手。黒髪黒目、小柄な体躯、名前の響きからしてどう見ても東洋人。父親は名家のひとつ・ボールドウィン家の家長。母親は異国から売買されてきた東洋人（チーノ人）であった。エドワードの母校バルフォア校に在籍していたが、人とは違うその容姿のためにイジメを受け、仕事としてバルフォア校に来たエドワードと親しくなって学校を辞めた。その時、後述する特殊な能力のために、これまた仲が良いとは言えなかったボールドウィン家を出て、母方の『アカホシ』に改姓。以降は探偵助手としてエドワード・シーヴァと共に下宿中。趣味はボトルシップ作りで、普段の短気な一面は繊細な作業中はなりを潜める。
母親から霊能力のようなものを受け継いでおり、その力が発揮されるときのみ瞳が銀色になる。霊と対話したり、魔物の気配を感じたり、その正体を見破ったりすることが出来る。これまでの大きな事件には、いずれもそういった霊的なものが関わっているために、彼の存在は必要不可欠なものともいえる。
『常磐の森に祈るもの』において、母親の形見であるメノウの勾玉を現地の人間に見せたことで、母親の素性を知り、情報を求めて短い旅をすることに。
スカーレット・フレイムを倒し、アングレへ戻った後、パブリックスクールの校長の依頼で体験入学することになった皇太子ロデリックのお目付け役として14歳のクラスに一時編入することに。その間、自分はかつていじめに遭って逃げ出した場所でのやり直しを図る。体験入学期間が終わった後はロデリックの親友として表彰される。

ハリエット・マーシャル
声：佐久間紅美
エドワード達が住む下宿屋の大家さん。娘時代はメイドとして奉公していただけあって、下町では少し珍しい上品で清楚な雰囲気を持つ。たおやかな物腰に美しい容貌、探偵家業を営むエドワード達を常に気遣う優しさも持ちながら、市場からマトンの足を担いで帰るという怪力の持ち主。また、亡き夫を偲んで未だに喪章をつけ続けているという慎ましやかな女性でもある。世話好きで料理上手、その性格の良さからシーヴァに好意を寄せられているが、最近では彼女もシーヴァを異性として意識し始めた模様。

ジェイド
声：日野由利加
下宿屋の3階に住む、異国の雰囲気を持つ年齢不詳の女占い師。『ジェイド』という名が本名か否かは不明。彼女の占いは恐ろしく当たるらしく、顧客には大金持ち達が名を連ねていると言うが、下町での気楽な暮らしを好む風変わりな女性。癖のある長い黒髪に翡翠色の瞳、抜群のプロポーションを誇る美しい身体をドレスや宝石で飾っている。エドワード達のことを気に入っており、得意の占いでしばしば助言をすることもある。エドワードの次兄・ロジャーが下宿にやってきた際に顔をあわせており、以来好意を寄せられている。
チーノへ向かう豪華客船の1等船室にパトロンとともに乗り込み、偶然エドワードらと顔をあわせることに。その後、ユージィン率いる劇団のチーノでの公演にゲストとしてキャスティングされる。

ケビン・プライス
声：檜山修之
ロンドラ市警の警部補。過去に2度、事件解決の手柄をエドワードに譲って貰ったことにより、田舎からロンドラへ赴任してきた刑事。口が悪く負けず嫌いで態度も大きいが、これは単に素直になれないだけで、正義感が強く義理堅い、些か不器用な性格。喫煙者だが、マイカを引き取ってからは彼の健康を思って止めた。
幼い頃に両親を強盗に殺されたという過去を持ち、貧しい人々を護るために刑事になった（そのため出世のために仕事をしたことはない）。エドワード達とはいくつかの事件を通して腐れ縁のような関係であり、しばしば捜査協力を頼むこともある。
怪盗ヴィオレを追うべく、チーノへ向かう豪華客船に部下とともに乗り込む。その後はチーノの警察機構・奉行所と捜査技術を交換するべく、そのままチーノへ。帰国後は休暇をもらっていたが、その間にエドワードの策でバルフォア校に呼び出され、一役買うことに。しかし休暇中に管轄外の地区での捕り物が表彰されるのはまずい、ということで、こじつけ気味にチーノでの功績を讃えるという形にして警部へ昇進する。

クレメンス・マクファーソン
声：石田彰
エドワードの学生時代の先輩で、銀髪を長く伸ばした青年。新入生だったエドワードに校内の様々なことを教えた。家の事情で卒業前に学校を去り、その後、エドワードとは音信不通になっていた。
エドワードとの再会時、かつての優しい先輩という面影はほとんどなく、左目に色の濃い片眼鏡をかけており、魔物を操っていたが、それは彼自身が左目に憑いた魔物「スカーレット・フレイム」に操られていたためであったことが後に判明する。
崩れかけた洞窟内で、操られていた状態から脱した際に命を落としかけ、その場にいたルーティル・バードの血を受けて白い毛並みの小動物のような魔物の姿になり、一命を取り留めた。以降はルーティルの持ち物だったブレスレットを形見として首輪代わりにしている。
以降、アルヴィンと同居状態にあり、移動する際は彼の頭の上が定位置であることが多かったが、チーノへ向かう船内で魔力が満ちたため、3歳頃の幼児の姿に変化した。ブレスレットは二の腕に。

アルヴィン・ブルック
エドワードの学友にして発明家。学生時代から部屋に引きこもっては様々な実験を繰り返していた。変わり者でありながら気のいい青年。卒業後は紫色の化学染料を発明し、服飾業界に貢献している。また、発明品の中にはエドワードたちの窮地を救ったものもある。
操られていたクレメンスに攫われ、ルーティルの血を入れられたことで半ば魔物と化してしまっており、チーノへ逃げる「スカーレット・フレイム」を一行がロンドラの港で追い詰めた際に、彼女が放った炎を吸収し自身の魔力不足を補う、重傷を負った怪盗ヴィオレに魔力を注ぎ込んで治療するなどの活躍を見せるようになる。

マイカ・フロスト
ケビン・プライスが保護している少年。ある事件で両親を失ってしまい、現在はケビンと同居。本人は警部補であるケビンの部下のつもりで行動している。学校には行けていなかったため、ケビンがいろいろな口実をつけてエドワードの下へ行かせ、ドリルなどで勉強させている。
一同がチーノに旅立ってからは、ハリエットの下宿に預けられ、学校に通うようになった。

ルーティル・バード
オカルト結社「バード・クラン」の創始者の妻である銀髪の少女。幼い頃に偶然魔物の血を体内に入れてしまったため、成長が止まり、そのままの姿で長い間生きてきた。名前を忘れてしまっていたが、夫と出会った際に身に着けていた針水晶のブレスレットから「ルーティル」と名づけられる。夫が「ルーティルを普通の人間に戻せないか」と考えていく過程で「バード・クラン」が誕生した。
崩れ落ちる洞窟の中で死にゆくクレメンスに「生きて責任を果たせ」と、自ら心臓を刺して流した血でクレメンスを魔物に変えて亡くなった。

ウノスケ
チーノから、スカーレット・フレイムを追ってきた青年。長く伸ばした髪を後ろで三つ編みにし、着物に袴姿。武家の出身で、礼儀正しく古風な言葉遣いで喋る。下町の一角で古道具屋を開業し、日銭を稼いでいたが、エドワードらとチーノに去ったスカーレット・フレイムを追うことに。なお、スカーレット･フレイムを倒した後、主君であるハルヒデより「アングレの文化を習得しきるまで帰ってくることは許さない」とネコハチともども島流しの刑に処された。

ネコハチ
ウノスケと共にスカーレット・フレイムを追ってきた青年。チーノの「宮守」と呼ばれる一族の出で神通力を持ち、神具の調整も出来る。「宮守」は一度村を出たら戻ることは許されないため、現在はウノスケの世話になっている。「宮守」の村にいた頃は「ネコ」と呼ばれていたが、ウノスケに現在の名をつけてもらった。トーヤからは「ネコッチ」と呼ばれる。三白眼で人見知りが激しいのが特徴。「無言の行」を積んだため、アングレ語はおろか、チーノ語でも片言でしか喋れず、彼の話は常にウノスケによって内容を補足されている。

スカーレット・フレイム
人の生気を糧とする魔物。女の声で喋る。長年チーノに封じられていたが、ある日、封じの一角を担っていた大木に落雷したことから封印が解けた。ウノスケの主だった巫女・ユウヅキの仇でもあり、チーノではホムラと呼ばれている。
『茜の空を仰ぐもの』において、背水の陣を敷いたエドワードらの手で討たれる。

ロジャー・グラッドストーン
エドワードの次兄。眼鏡をかけており、紳士のたしなみとしてステッキと帽子を身に着ける。故郷マーフォードの物産を扱う会社を経営している。
エドワードが生まれた時、17歳も年が離れている弟のために「両親が亡くなっても自分がエドワードを一人前になるまで育てていく」という覚悟を決め、銀行に貯蓄するようになった。ところが両親は健在なままエドワードが独立したため、その口座はずっと放置していたが、チーノへ逃げたスカーレット・フレイムを追うため豪華客船の旅費に苦悩する一行にその口座から資金提供する。

怪盗ヴィオレ
ロンドラの町を騒がせている青年の怪盗。義賊としての一面を持つ。きらびやかな衣装と仮面を身につけているが、その正体は平凡な容姿。仮の姿は、女装した舞台脚本家・ユージィン。女装時は男の体型をごまかすため、レースやフリルをふんだんにあしらったドレスをまとう。劇団メンバーには「オトメ先生」と呼ばれ、慕われている。
エドワードのことは「ヴィオレの時はライバルで、ユージィンの時は盟友」と表現し、探偵事務所やハリエットの下宿に出入りする面々との交流を楽しんでいる模様。

ハルヒデ
チーノの小国・キオトの国主。30代と推測される、気品のある顔立ちが特徴。
かつてスカーレット・フレイムを封じた者の子孫であり、巫女ユウヅキ亡き今、スカーレット・フレイムの唯一の標的。自身の立場をきちんと理解していて頭も回る。そのため、エドワードに「最後まで勝てなかった」と言わしめた。

カノ
ウノスケの妹。薬売りをやっている少女で腕の良い薬師。アングレの医学書を読むため独学でアングレ語を勉強したという。その言葉遣いは兄以上に古風だが流暢。
チーノでは彼女とウノスケの屋敷がプライスを除く一行の居候先となった。兄が国主により島流しに処され、再びアングレへ渡る当日、国主によって「エドワードたちの監督不行き届きの罪で島流し」を名目に合流する。なお、屋敷にはそこそこの使用人もいたが、奉行所の長であるアラキが引き受けてくれたらしい。
アングレに来た当初、故郷でのように薬売りをしようとしていたが、アングレでは薬剤師になるのに免許が必要な上、外国人である彼女は免許を取得しようにも薬科大学受験資格を得られずにいた。しかしエドワードの頼みを聞いた女王の配慮によって受験資格を得る。

マチルダ
現在のアングレ女王。先代の国王である夫を亡くした後即位した、民間出身の女王。そのため血筋を重んじる一部の上流階級からの風当たりは強いが、下町の住民を中心に慕われている。しきたりによってロデリックが赤子の頃に引き離され、戻ってきた時にはお互いどう接していいかわからずに行き違う日々を送っていた。ロデリックの2週間の体験入学中、寮の一室を借りる形でエドワードらとともに過ごす。もともとは医者であり、自分をかばって負傷したシーヴァの手当てをやってのけた。
エドワードがシーヴァの学校にくっついて行っていた頃、暴風雨の中はしゃぎすぎて転び、泥の中でひざをすりむいて大泣きしているところに通りかかり、静養先の屋敷で手当てしたことがある。その縁から自分とロデリックをエドワードの遠縁ということにして護衛を任せるという策を思いついたらしい。

ロデリック
皇太子にして次期アングレ国王。14歳。両親と引き離され、6歳まで父方の祖母（皇太后）や乳母のもとで母親の悪口を吹き込まれながら育てられたため、子供らしい感情の表し方を知らず、母親である女王にも堅苦しい敬語を使う。そして、気高くあることと高慢をはき違え、周囲から敬われ、命ずれば何でもしてくれることが当然だと思っていた。
しかし、生まれながらの庶民でありながら自分を本気で叱り、殴りつけたトーヤに次第に心を開き、人として、君主としての在り方を掴むと同時に、母に心情を素直に吐露できるようになっていく。

## 地名
アングレ
この物語の主な舞台。首都はロンドラ。中世イギリスのような大国で、大都市には乗合馬車などが走る。チーノと往復する豪華客船も出ている。
チーノ
アングレから見て東洋にある国。江戸時代の日本のような状態で、ウノスケやネコハチはキオトという小国の出身。鎖国が解かれてから2年ほどしか経っておらず、城下の民は異国人に興味津々。「宮守」という神通力を持つ一族が各地に村を作って暮らしているが、その修行法は村によって異なる。

## 既刊一覧

### 小説
- 椹野道流（著）・ひだかなみ（イラスト） 『貴族探偵エドワード』 角川書店〈あすかコミックスDX〉、全15巻
  1. 「銀の瞳が映すもの」2005年10月29日発売[1]、ISBN 4-04-451601-4
  2. 「白き古城に眠るもの」2006年2月28日発売[2]、ISBN 4-04-451602-2
  3. 「赤き月夜に浮かぶもの」2006年7月29日発売[3]、ISBN 4-04-451603-0
  4. 「碧き湖底にひそむもの」2006年12月28日発売[4]、ISBN 4-04-451604-9
  5. 「琥珀の扉をひらくもの」2007年6月1日発売[5]、ISBN 978-4-04-451605-5
  6. 「瑠璃の涙を流すもの」2007年9月29日発売[6]、ISBN 978-4-04-451606-2
  7. 「濃藍の空に躍るもの」2008年2月29日発売[7]、ISBN 978-4-04-451607-9
  8. 「紅蓮の炎を狙うもの」2008年8月1日発売[8]、ISBN 978-4-04-451608-6
  9. 「記憶のゆりかご」2008年9月30日発売[9]、ISBN 978-4-04-451609-3
  10. 「紺碧の海を渡るもの」2009年3月31日発売[10]、ISBN 978-4-04-451610-9
  11. 「茜の空を仰ぐもの」2009年7月31日発売[11]、ISBN 978-4-04-451611-6
  12. 「常磐の森に祈るもの」2009年11月28日発売[12]、ISBN 978-4-04-451612-3
  13. 「金の扇を射貫くもの」2010年6月30日発売[13]、ISBN 978-4-04-451613-0
  14. 「萌葱の野原を駆けるもの」2010年11月30日発売[14]、ISBN 978-4-04-451614-7
  15. 「真朱の玉座に座るもの」2011年2月26日発売[15]、ISBN 978-4-04-451615-4

### 漫画
- 椹野道流（原作）・ひだかなみ（キャラクター原案）・おもて空良（作画） 『貴族探偵エドワード』 角川書店〈あすかコミックスDX〉、全2巻
  1. 2007年6月22日発売[16]、ISBN 978-4-04-854105-3
  2. 2008年7月23日発売[17]、ISBN 978-4-04-854202-9

## ドラマCD
- 貴族探偵エドワード 銀の瞳が映すもの（KORDER.com 限定通販）
- 貴族探偵エドワード 魔法のランプと優しい嘘（The Beans VOL.10 誌上通販）

## 他作との関連
- アングレという国名は『作る少年、食う男』シリーズでも登場するが、舞台となる都市が異なる（『作る〜』の主な舞台は首都であるロンドラではなく、遠く離れた港町マーキス）。なお、チーノは、第2作『執事の受難と旦那様の秘密』において主要人物の1人の出身国であることが判明する。